# 루이스 파월

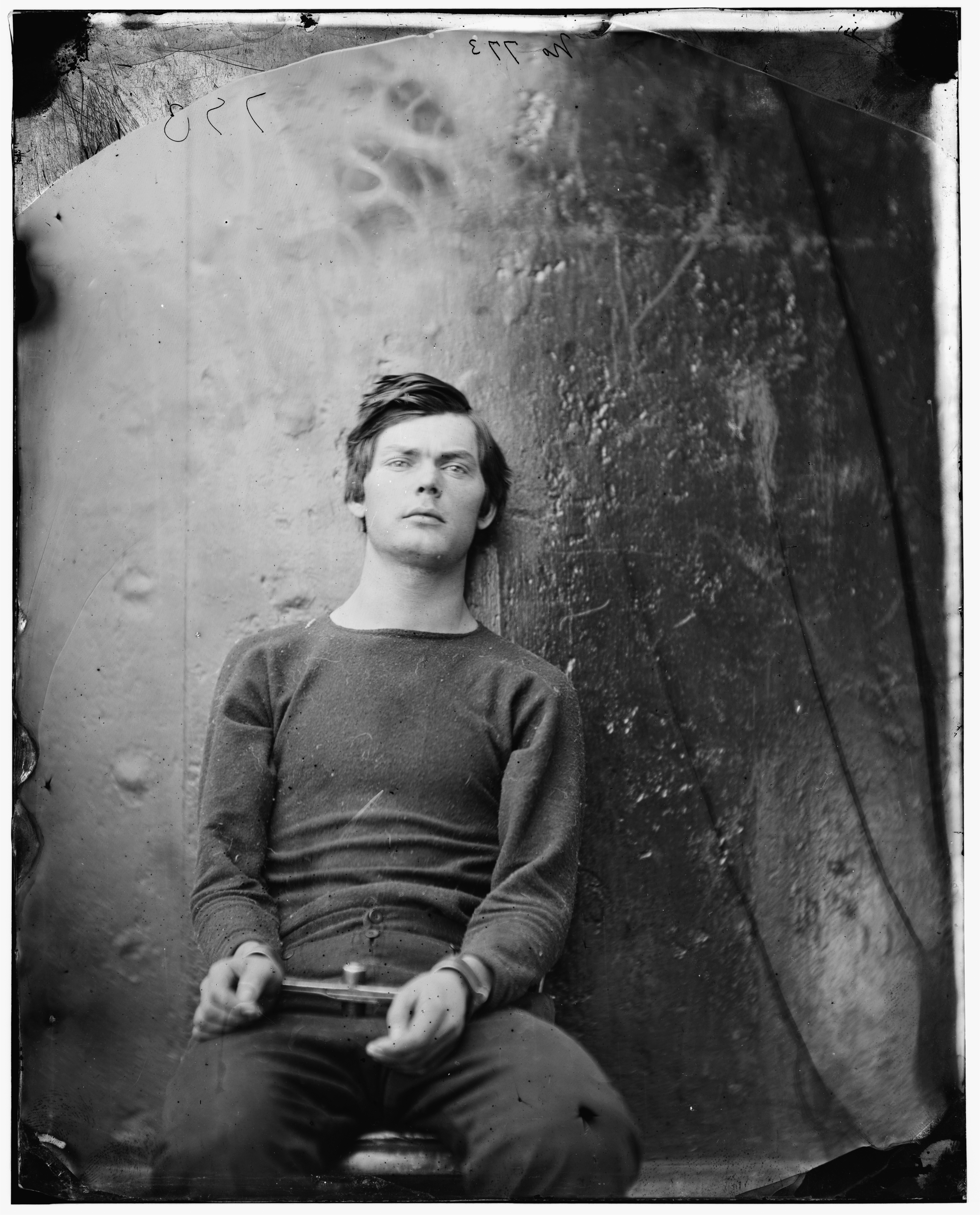

루이스 쏜턴 파월(Lewis Thornton Powell, 1844년 4월 22일~1865년 7월 7일) 또는 루이스 페인(Lewis Paine or Payne)은 미국무부 장관이었던 윌리엄 H. 수어드를 암살하는데 실패한 암살자로, 링컨 대통령을 암살한 존 윌크스 부스의 공범이었다. 그를 포함하여 링컨 암살 사건으로 교수형을 당한 네 명 중 한명이었며, 딥 사우스 출신으로 처행당한 유일한 암살자였다.

## 어린 시절
루이스 파월은 1844년 4월 22일 앨라배마주 랜돌프 카운트에서 태어났다. 아버지 조지 캐이더는 침례교 목사였으며, 어머니는 페이션스 캐롤라인 파월이었다. 여덟 형제 중 막내로, 생애 중 첫 3년을 랜돌프 카운티에서 보내다가 아버지의 목사 임용으로 조지아주 스튜어트 카운티로 이사를 갔다. 파월과 형제들은 지방의 교장이었던 아버지에게 교육을 받았다. 어릴 때, 루이스는 조용하고, 내성적이었으며, 다른 사람들의 귀여움을 받았다. 그는 낚시와 독서, 공부에 취미를 가지고 있었다. 병들고, 길잃은 동물들을 보살피고, 풀어준 동물 애호가로 그의 누나, 여동생들은 그를 ‘의사’라고 애칭해 주었다. 루이스가 13세 때 집에서 기르던 당나귀에게 심하게 걷어차여서 턱뼈가 부러졌다. 이 사건으로 그는 턱 뼈가 왼쪽으로 영구히 쏠리게 되었다. 스튜어트 카운티에서 몇 년을 지낸 후, 가족들은 다시 워스 카운티로 이사를 갔다가 1859년 루이스가 15세 때 마침내 플로리다 라이브 오크로 이사를 갔다.